# Saint-Gilles (Brüsszel)
Saint-Gilles (franciául, kiejtése sɛ̃ ˈʒil) vagy Sint-Gillis (hollandul, kiejtése sɪnt ˈçɪlɪs) egyike a belga fővárost, Brüsszelt alkotó 19 alapfokú közigazgatási egységnek, községnek. 2010-ben teljes lakossága 46 981 fő volt, területe 2,52 km², népsűrűsége 18 643 fő/km².
Saint-Gillis identitását nagymértékben befolyásolják az itt élő, változatos nemzetiségek. A kerület körponti terén (Place Van Meenen /Van Meenenplein) tartják minden évben a brüsszeli portugál közösség éves ünnepét. A házak ugyanilyen változatos képet mutatnak: a Brüsszel-Midi vasútállomás környékén lepusztult, elhanyagolt házak állnak, míg az Ixelles-el vagy Foresttel határos zöldövezetben elegáns családi villák állnak. A Chaussée de Charleroi belső részén olcsó turistahotelek találhatók.

## Földrajzi elhelyezkedése
A kerület a Brüsszel fővárosi régió középső részén található, szomszédai északkelet felől Brüsszel (belváros), délkeleten Ixelles, dél-délnyugaton Forest, nyugaton Anderlecht.

## Története

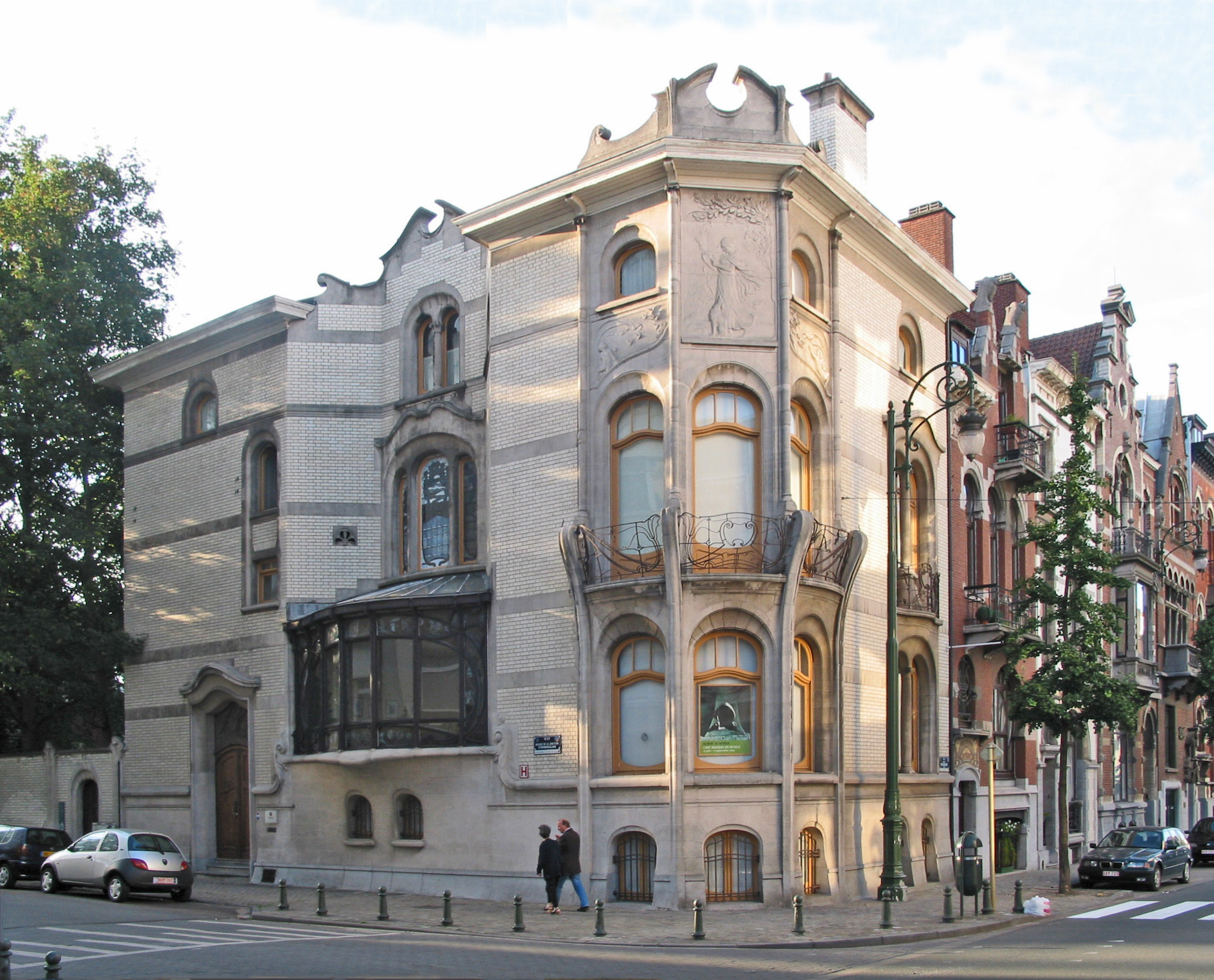
Art noveau stílusú ház Saint-Gillisben, Jules Brunfaut tervei alapján

Az első házakat a 7. században építették a később Obbrussel ("Felső-Brüsszel") néven említett helyen (azért nevezték így, mert a terület tengerszint feletti magassága helyenként eléri a 100 métert. 1216-ra a falu népessége úgy megnőtt, hogy a ma Forest kerületben található apátság engedélyezte egy önálló plébánia létrehozását. Azonban nyolc év múlva a falu irányítását a brüsszeli városháza vette át.
A 16. századra Obbrusselben 41 ház volt. 1670-ben a spanyol udvar utasítására Monterey grófja egy erődítményt kezdett építeni itt, amely része volt a Brüsszel védelmező erődítményrendszernek. Az 1675-ben befejezett erődöt a következő évszázadban lerombolták, hogy helyére utakat, utcákat és lakóházakat tudjanak építeni. Itt volt az egyik brüsszeli vámszedő kaput, amit a Barrière de Saint-Gilles/Bareel van Sint-Gillis negyed neve ma is megőriz.
A francia megszállás alatt, 1795. augusztus 31-én az akkor már védőszentje után Saint-Gillis nevű település összeolvadt a környező falvakkal és létrejött Uccle. Négy évvel később Saint-Gillis önállósodott, saját polgármestere és képviselőtestülete lett.
Belgium függetlensége után, amikor Brüsszel lett a függetlenné vált ország fővárosa, Saint-Gillis lakossága rohamosan növekedni kezdett a főváros közelségét keresők miatt: 1800-ban még csak 2500 fő, 1880-ban már 33000 fő lakott itt és 1910-ben 60000 lakosa volt a településnek.
Saint-Gillis utcáit és útjait 1860-ban Victor Besme városrendező tervei alapján teljesen újjáépítették, ekkor készült el az Avenue Louise (Brüsszel kerület része), a Brüsszel-Midi állomás és a Saint-Gillis templom új épülete, a városháza, majd hamarosan a börtön épülete. Manapság Saint-Gillis az egyik legsűrűbben lakott kerület a Brüsszeli Régióban.

## Látnivalók

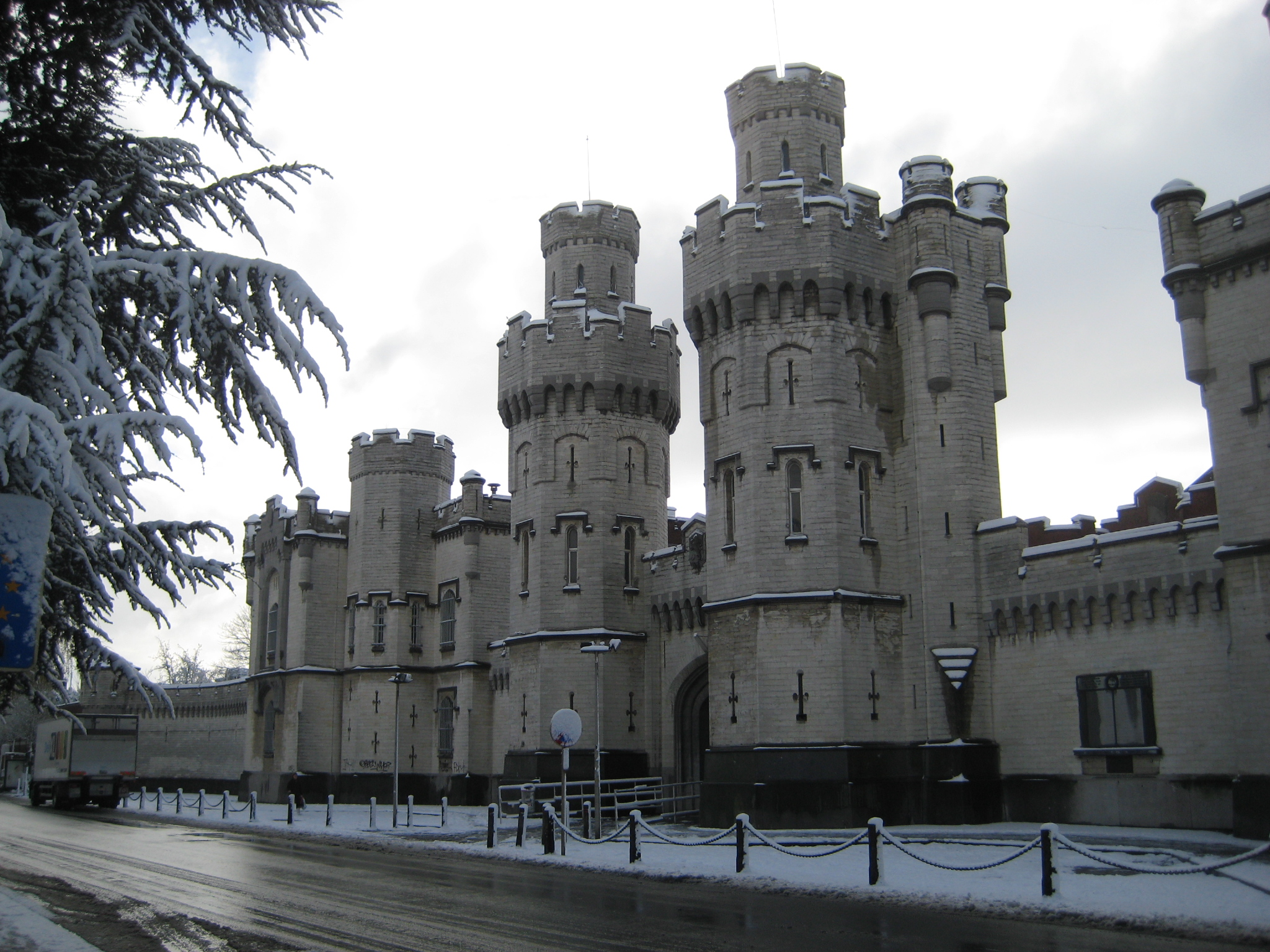
A saint-gilles-i börtön bejárata

- A kerület legnevezetesebb látnivalói a több tucatnyi Art Nouveau stílusú ház, amelyet a stílus mesterei, Horta, Struyvens, Brunfaut és Hankar terveztek. A házak leginkább a kerület északi részén találhatók. Horta saját háza, amelyben ma a Horta Múzeum található, a Rue Americaine/Amerikaansestraat-on áll. A Horta tervezte házakat 2000-ben felvették az UNESCO Világörökségi listájára.
- A városháza 1900 és 1904 épült fel, és kinézetében hasonlít egy francia kastélyra.
- A jelenleg is működő, neogótikus stílusú börtön és a mára lerombolt Palais de la Monnaie/Munthof ("pénzverde") épülete az 1880-as években épült, míg a Szent Egyed-templomot 1867-ben fejezték be.

## Híres emberek
- Jef Lambeaux, szobrász (1852-1908)
- Victor Horta, Art Nouveau építész (1861-1947)
- Pierre Paulus, expresszionista festő (1881-1959)
- Paul Delvaux, szürrealista festő (1897-1994)
- Paul-Henri Spaak, politikus, Belgium miniszterelnöke (1899-1972)

A jelenlegi (2011) kerületi polgármester, Charles Picqué, egyben a Brüsszeli Régió miniszterelnöke is.

## Testvérvárosai
- Franciaország: Puteaux
- Luxemburg: Esch-sur-Alzette
- Olaszország: Velletri
- Németország: Offenbach am Main
- Ausztria: Mödling
- Szerbia: Zemun
- Hollandia: Tilburg
- Svájc: Schaffhausen
- Egyesült Királyság: Tower Hamlets

## További képek

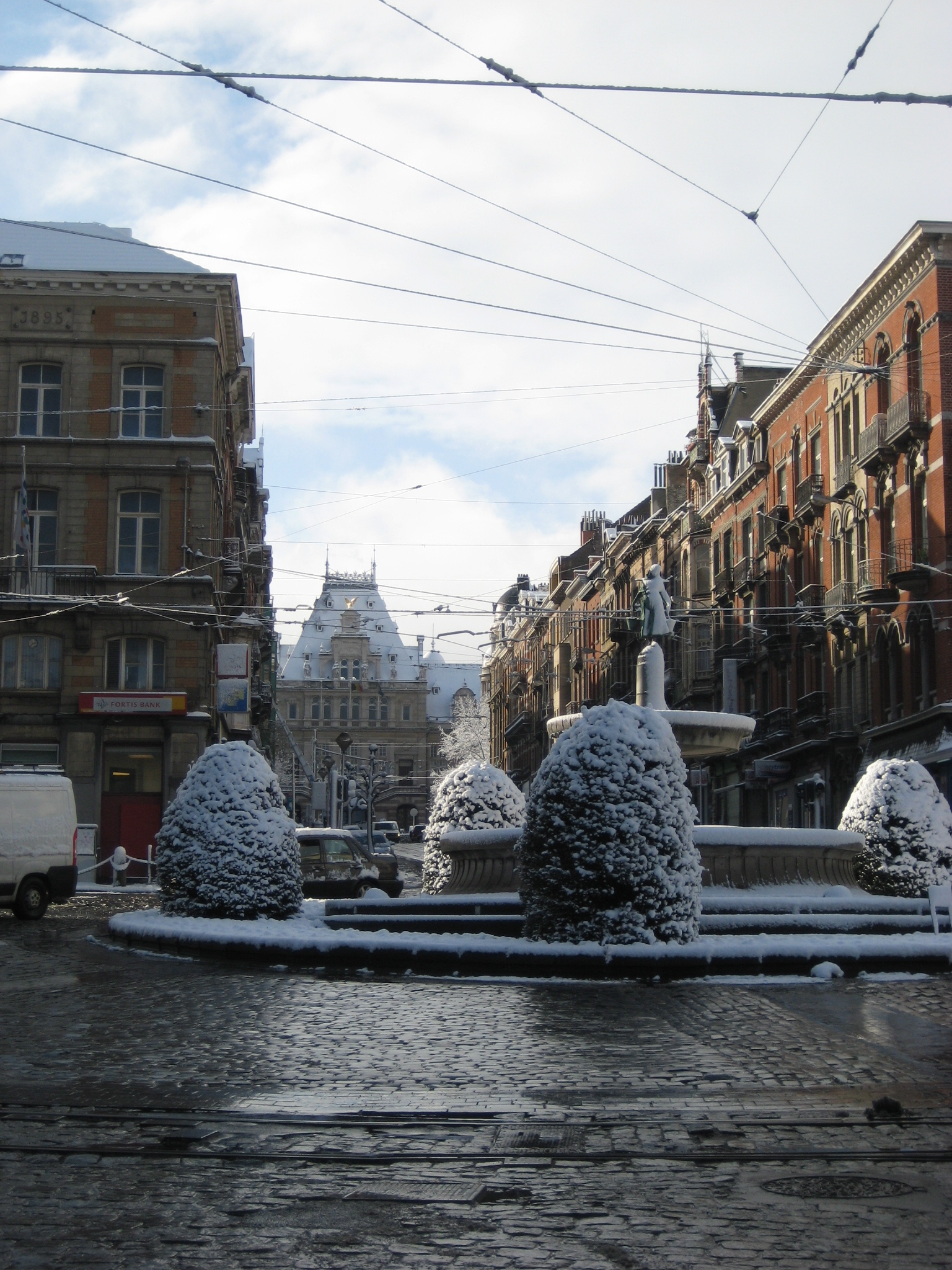
Barrière Saint-Gilles
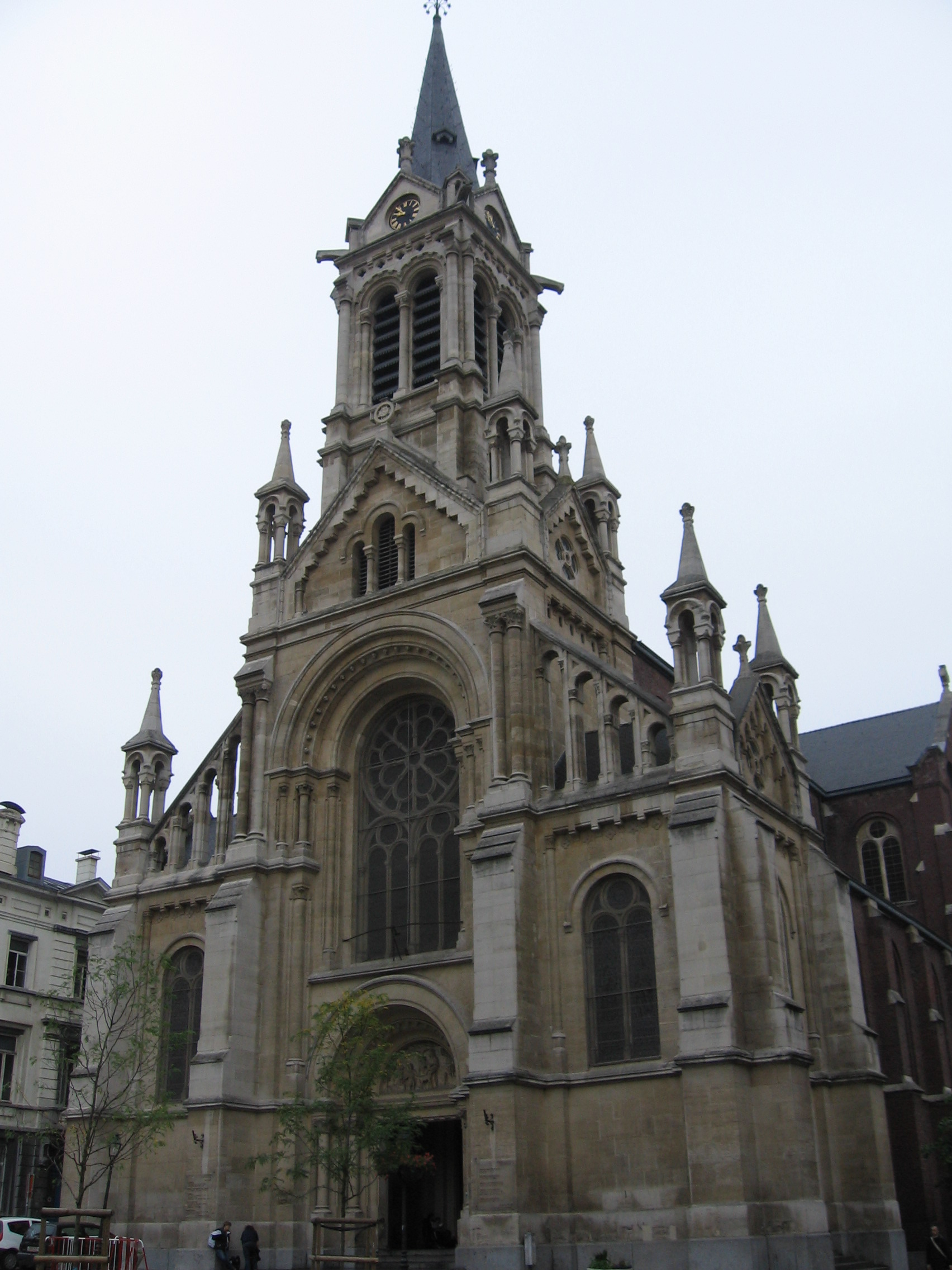
A Szent Egyed-templom
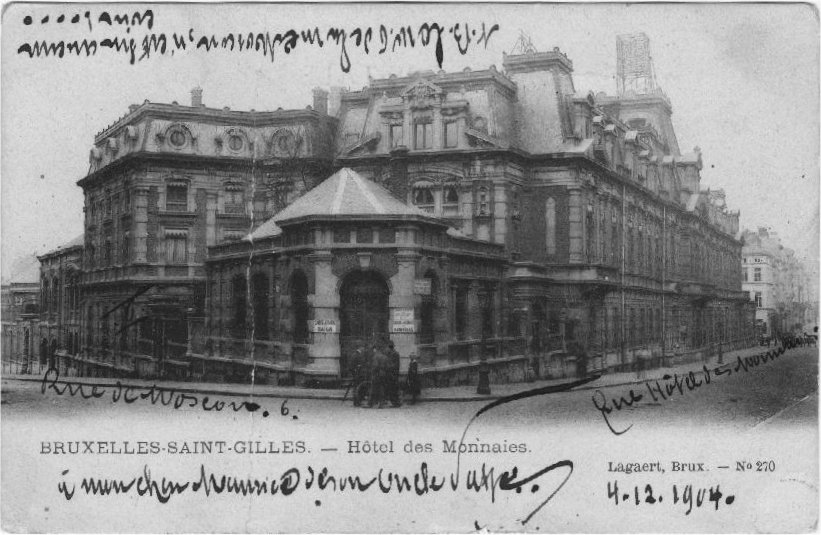
A régi pénzverde (Hôtel des monnaies) épülete 1904-ben
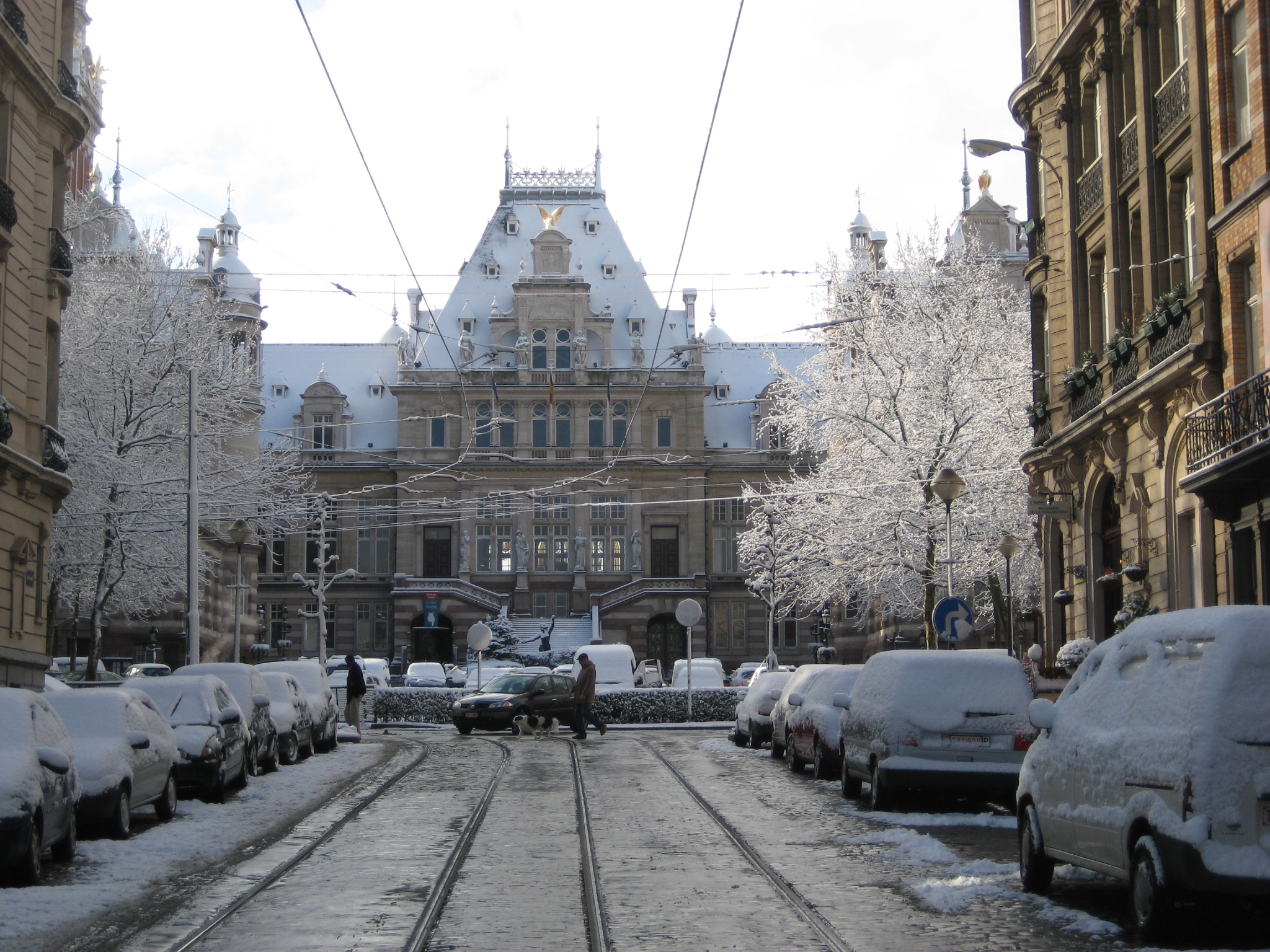
A városháza épülete szemből
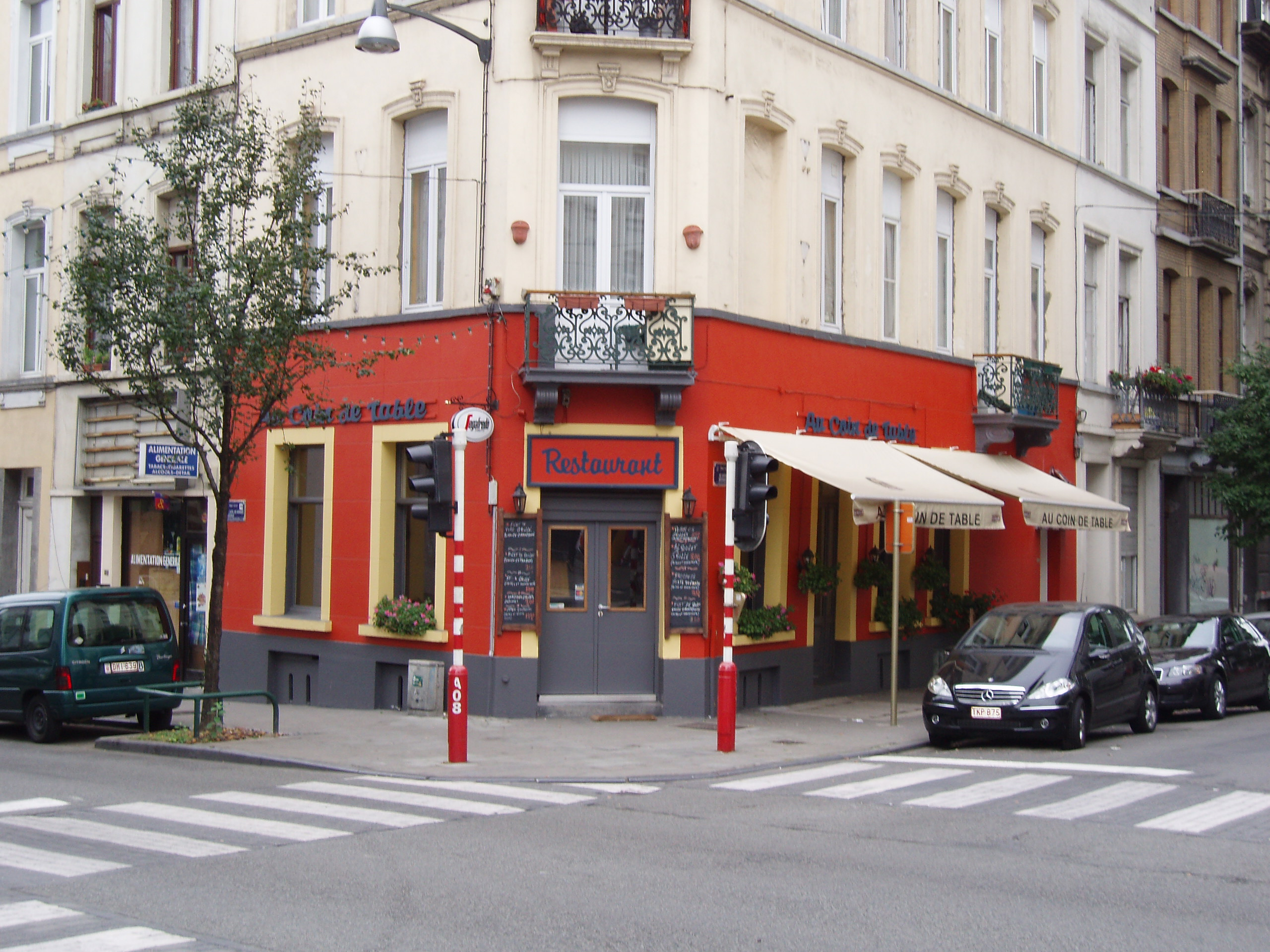
Tipikus helyi étterem a rue Berckmansstraat utcán
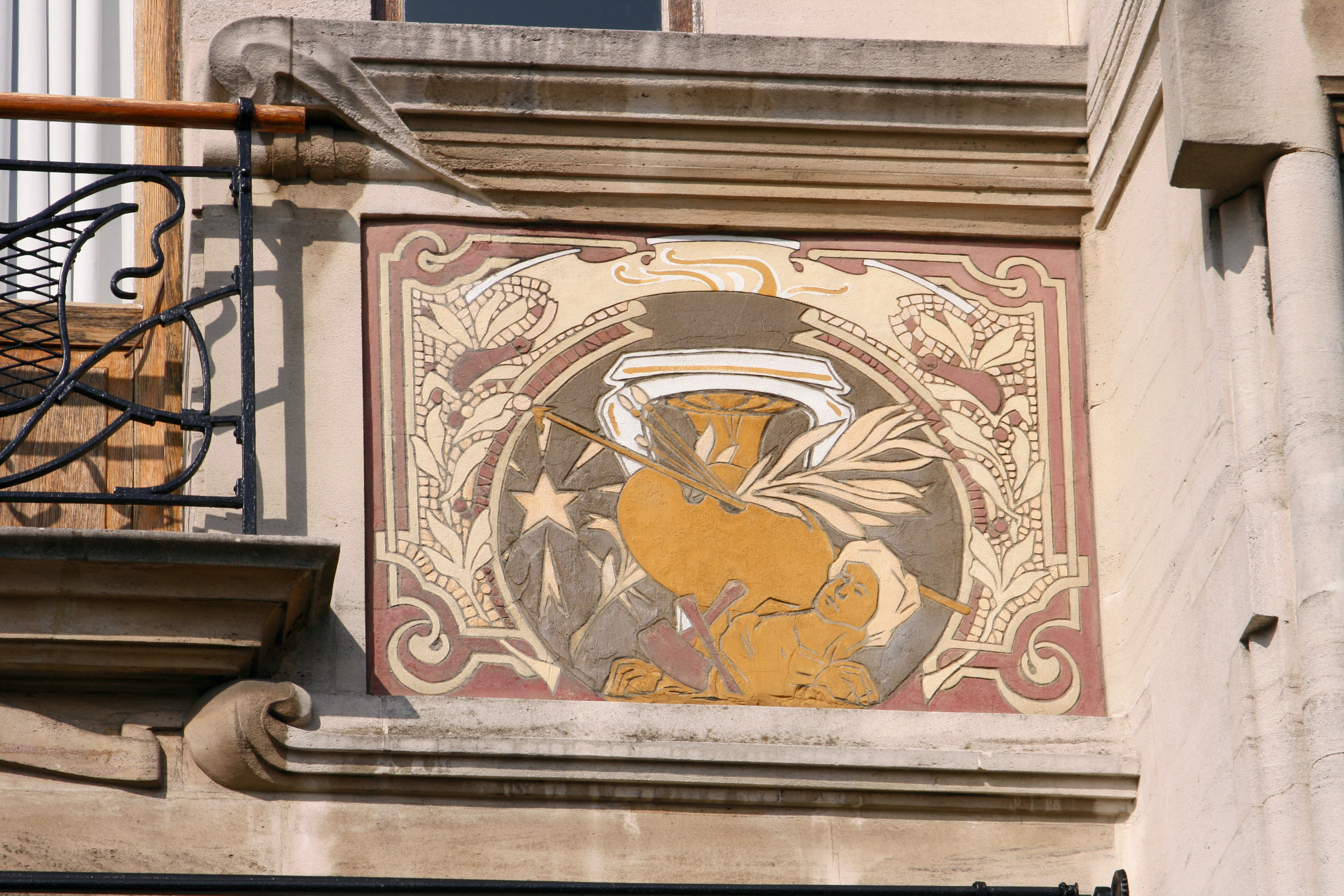
A 14 Place Louis Morichar alatti ház díszítései, tervezte Georges Delcoigne
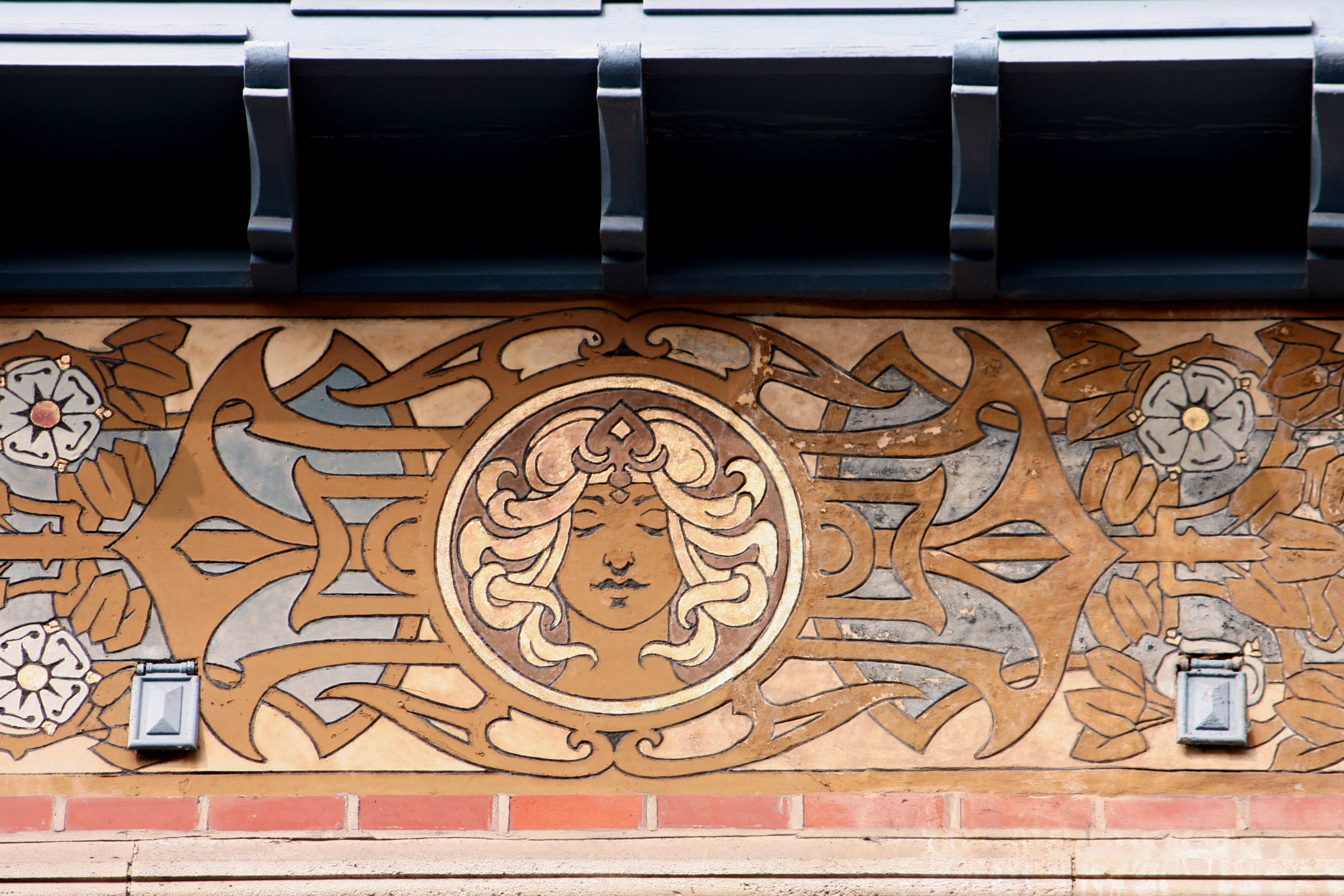
40 rue D'Espagne, Pierre Van de Wattyne munkája
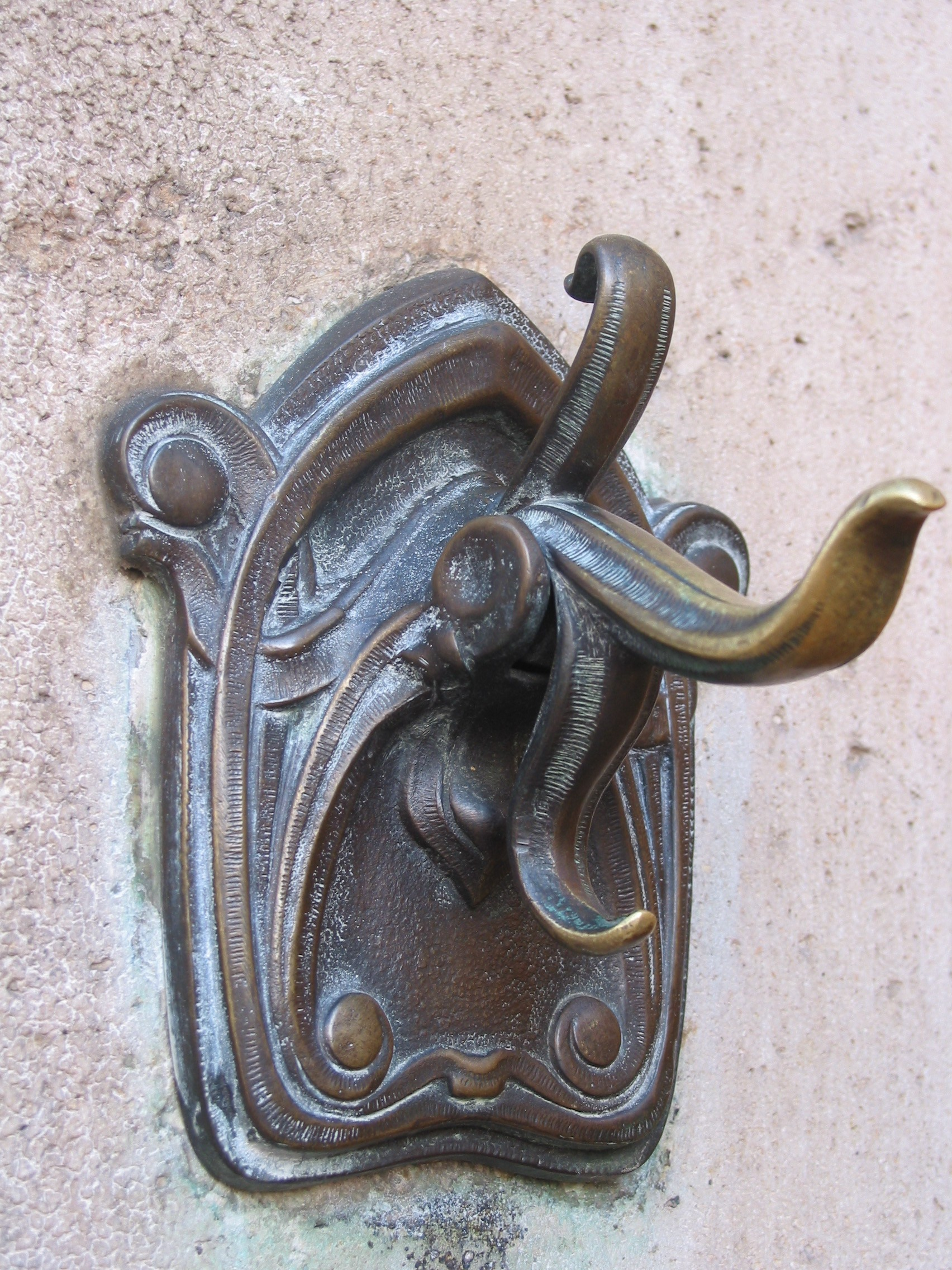
A Horta Múzeum csengője, rue Américaine, 25
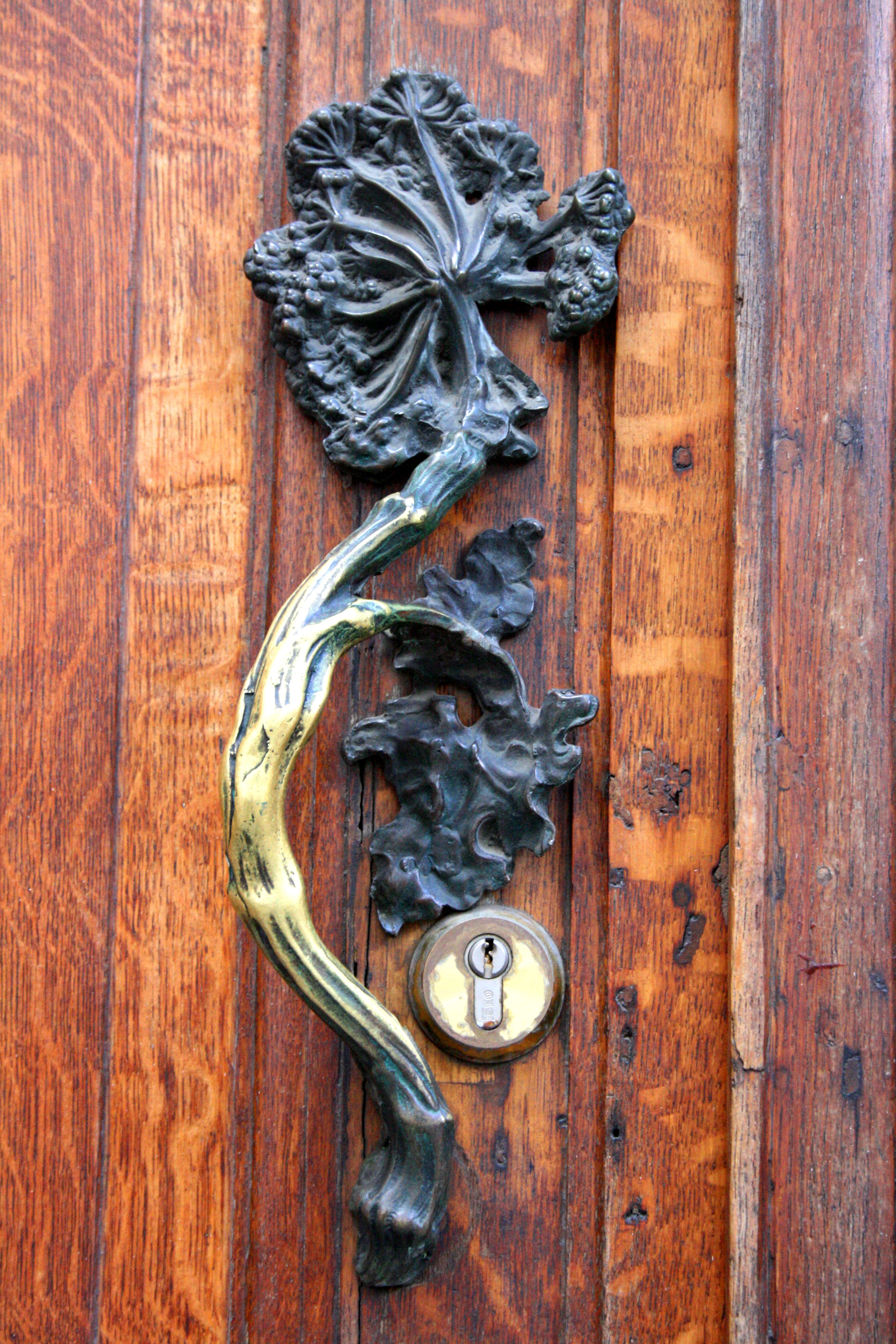
Az avenue de la Constitution 1 alatt található Hôtel Hanon kopogtatója
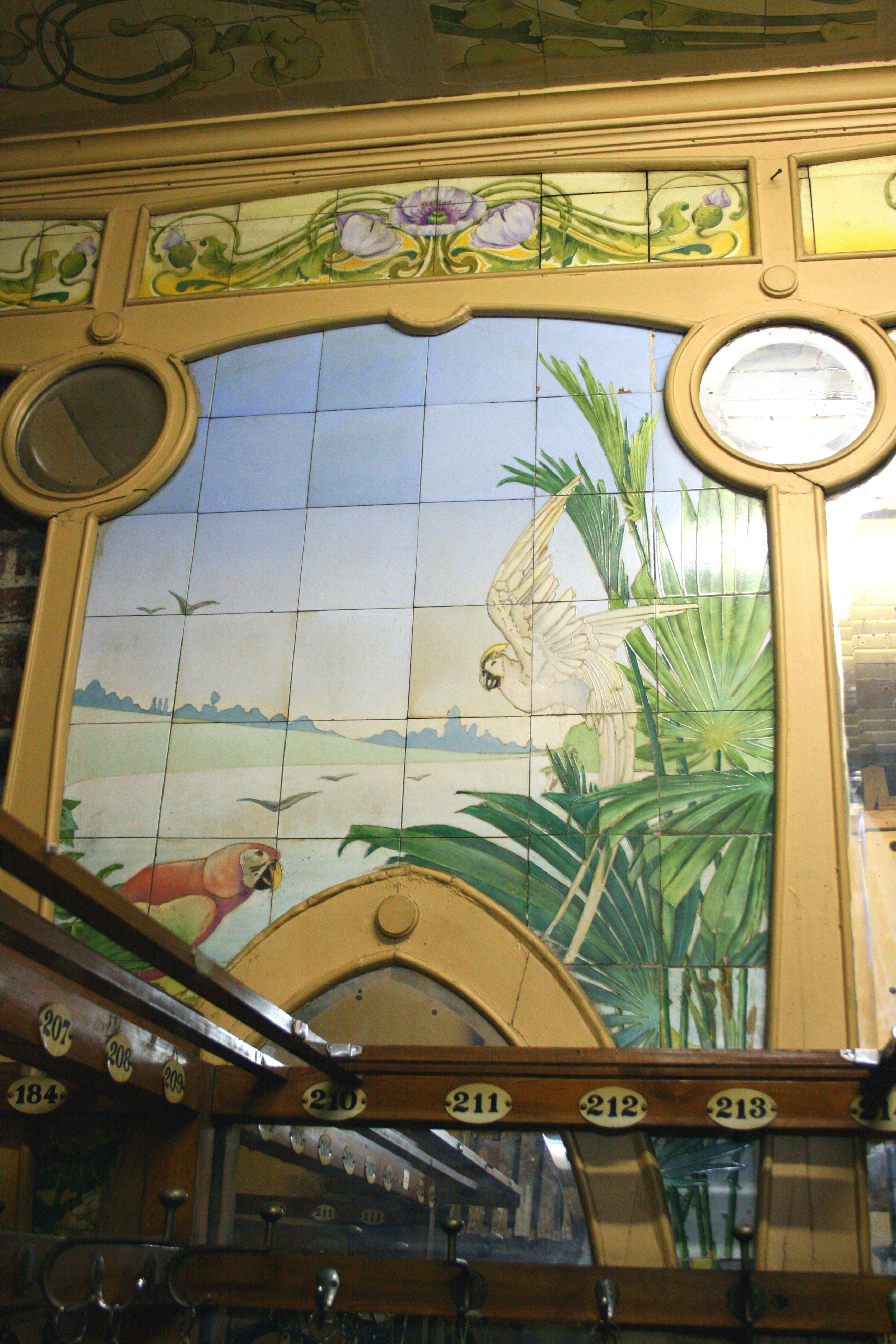
Az Aegidium régi mozi épületének belső díszítése
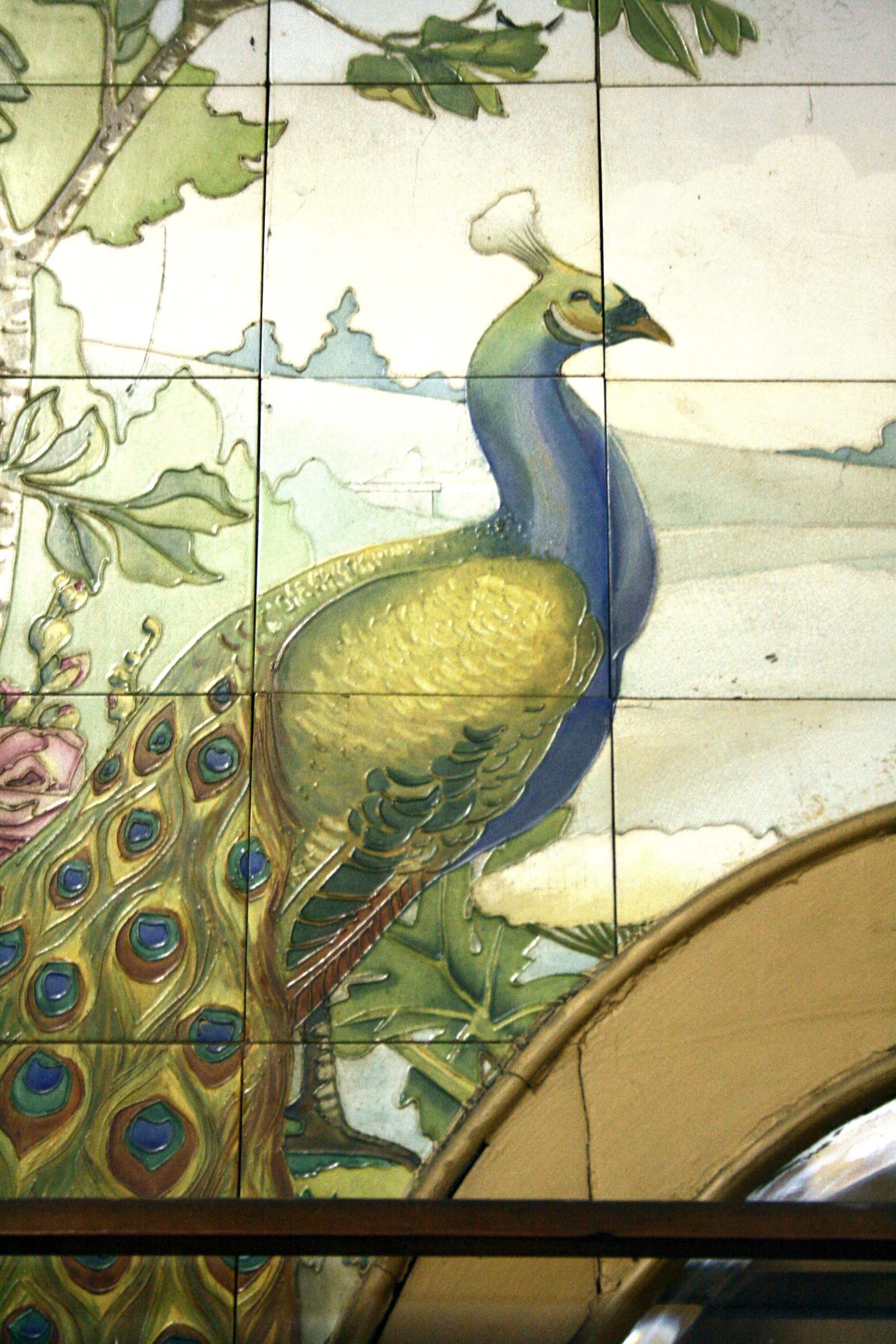
Aegidium, a ruhatár díszítése
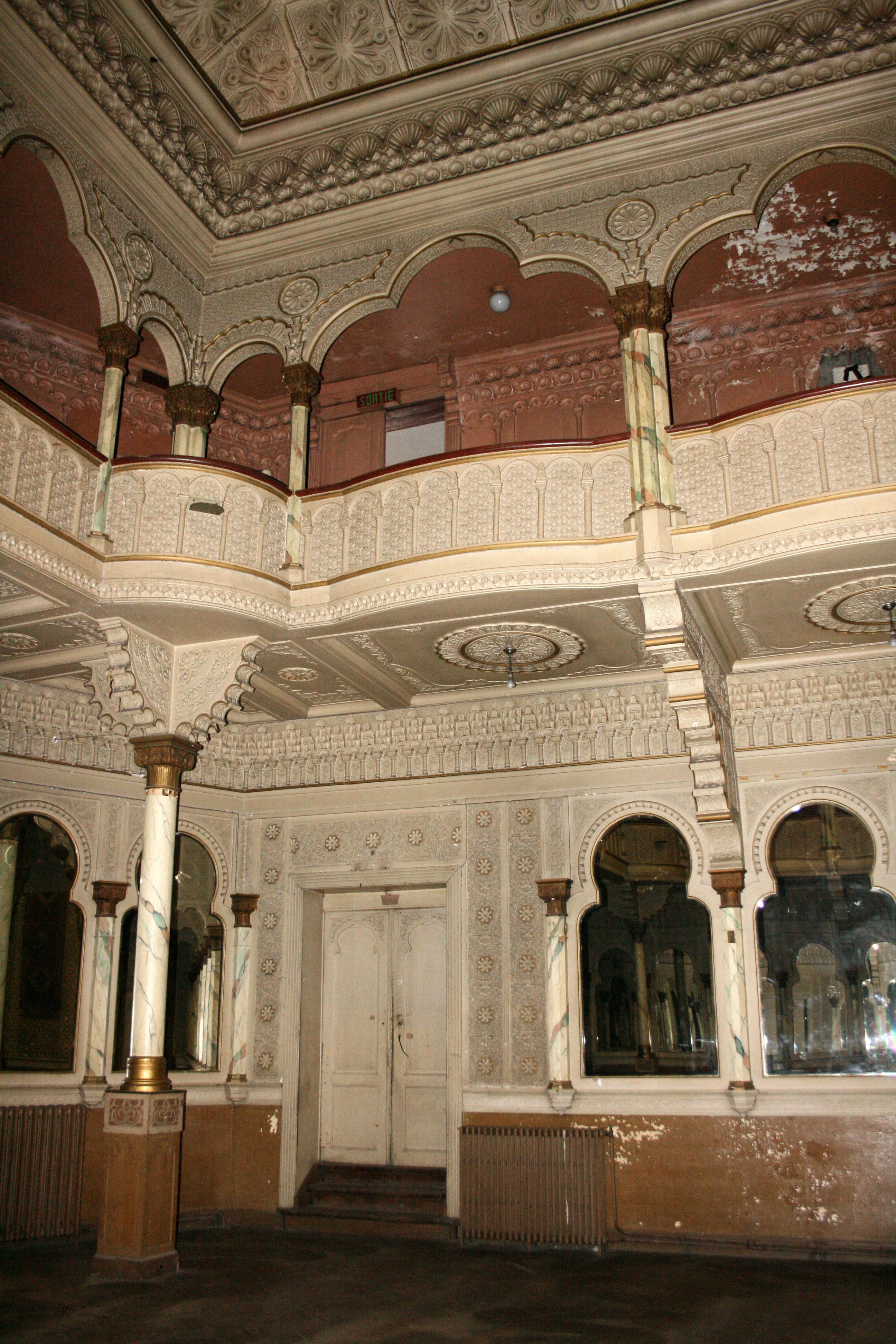
Az Aegidium első emeletén található rendezvényterem mór stílusú díszítése